# Teva Victor

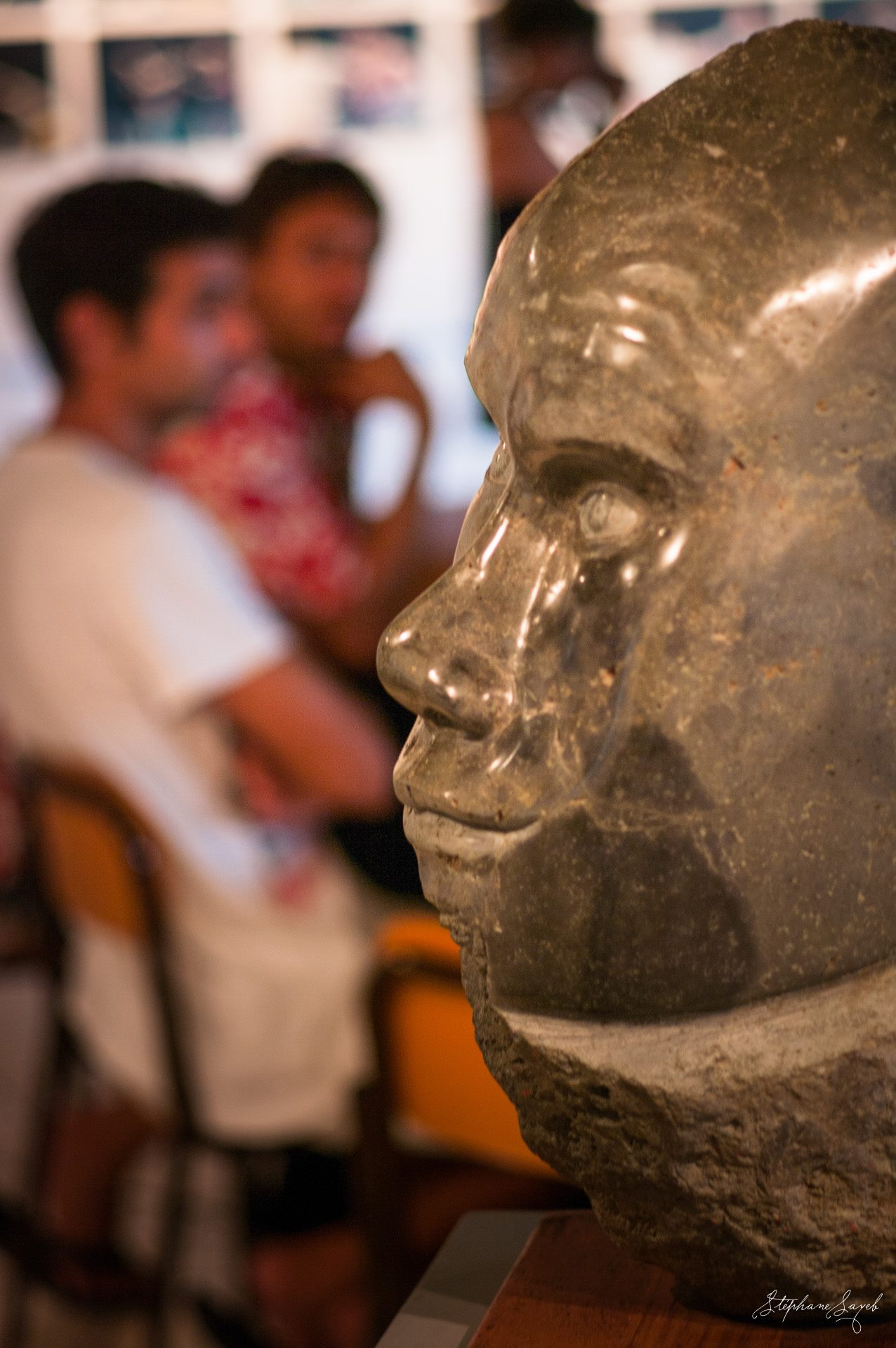
Stenen beeldhouwwerk van Teva Victor, CCCTP directe actietentoonstelling 2014.

Teva Victor, geboren op 30 september 1971 in Bora-Bora, Benedenwindse Eilanden, Frans-Polynesië, is een Tahitiaanse beeldhouwer die in Punaauia woont. Hij is de zoon van de ontdekkingsreiziger Paul-Emile Victor.

## Biografie
Teva groeide op op een klein eilandje niet ver van Bora Bora. Hij ging naar de middelbare school in Hawaï en naar de universiteit in San Francisco.
Door zijn vader geïntroduceerd in de kunst, begon hij op 18-jarige leeftijd met het beeldhouwen van hout. Als autodidact werkt hij graag aan levende of gewortelde bomen. maar vanaf 2001 wijdde hij zich liever aan vulkanisch gesteente, dat hij als “tijdloos en onveranderlijk” beschouwde. De relatie ervan met minerale materie is mystiek.
Teva begon een carrière als presentator en regisseur van televisieshows. In 1998 presenteerde hij het programma "Teva", documentaires over volkeren en beschavingen die in harmonie met de natuur leven, zoals de Dogon, de Waorani en de Toradja, voor de televisiezender "la Cinquième, kanaal van kennis en kennis". Zijn passie voor beeldhouwkunst nam echter de overhand. Zijn sculpturen zijn vaak tweezijdige gezichten. Het zijn beide oude Marquesas-tiki, figuratieve bustes van Vaiere Mara, en hebben soms een Afrikaanse invloed.

## Tentoonstellingen en opdrachten voor monumentale werken
In 2012 begon hij zijn stenen sculpturen elk jaar tentoon te stellen in het Maison de la culture in Papeete. In februari 2014 sloot hij zich aan bij het Center for Contemporary Creation Teroronui Papeete of CCCTP voor een ambitieuze collectieve tentoonstelling samen met Chief Miko, Jonathan Bougard en fotograaf Massimo Colombini. De CCCTP was een transdisciplinair collectief, met als doel te werken aan de bestendiging van lokale culturen en tegelijkertijd de relatie met moderne communicatiemiddelen te ondersteunen. Zijn bestaan zal van voorbijgaande aard zijn geweest. In hetzelfde jaar verkocht Teva een werk aan Hollywood-producent Joel Silver en vervolgens een monumentaal beeldhouwwerk aan Hollywood-producent Arnon Milchan. In 2015 was het Guy Laliberté, maker van Cirque du Soleil, die verschillende monumentale werken verwierf.
In september 2015 sloot hij zich aan bij twintig Polynesische kunstenaars aan de Universiteit van Frans-Polynesië voor Art Event., een collectieve tentoonstelling georganiseerd en gefinancierd door de UPF met als doel hedendaagse creatie en kunstenaars te ondersteunen, maar ook om deel te nemen aan de artistieke en culturele vorming van elke persoon. Zijn werken omvatten die van Chief Miko en Andreas Dettloff.

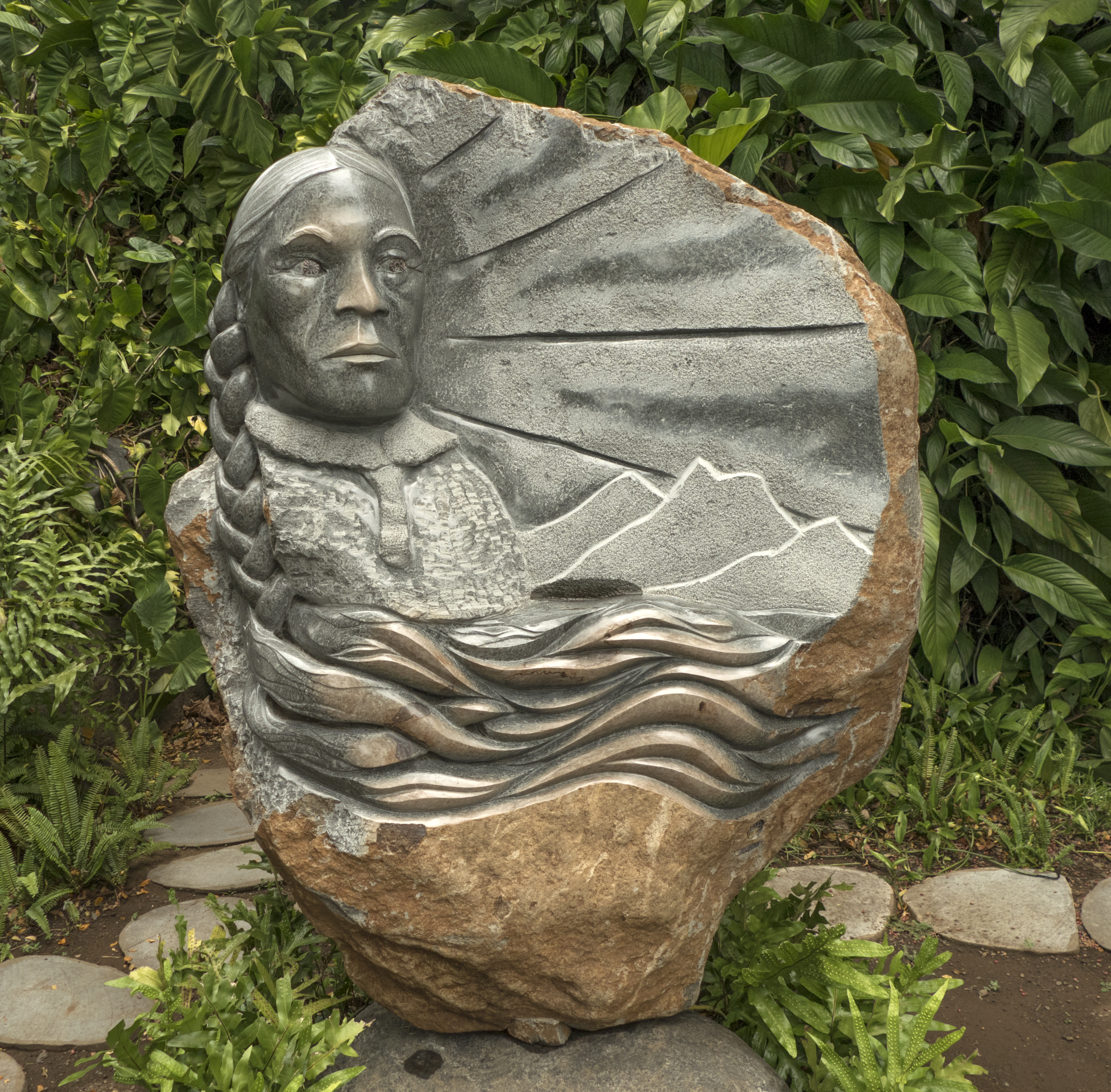
Monument ter nagedachtenis aan koningin Pomare IV.

Eind 2015 werkte hij ter plaatse met gratis toegang aan een massief stenen beeldhouwwerk voor de Muriavai-zaal van het Maison de la Culture in Papeete. Begin 2016 werd deze creatie geïnstalleerd voor het Grand Theatre van het Maison de la Culture in Papeete.
In oktober 2017 creëerde hij een stenen voorstelling van 800 kilo van koningin Pomare IV, die is geïnstalleerd in de tuinen van de koningin in Papeete., in de gebouwen van de Assemblee van Polynesië. Dit is een opdracht van Marcel Tuhiani.
In oktober 2021 voltooide hij een imposant hoofd met immense ogen en een weelderige mond, een opdracht bedoeld voor de inrichting van een Brits landhuis waar al werken van Rodin staan. Het is een groot werk, ongeveer 1,50 meter. Het gewicht ligt tussen de 1,2 en 1,5 ton. Het verzenden van zo'n stuk dat meer dan een ton weegt, is niet eenvoudig.